# Indian Order of Merit

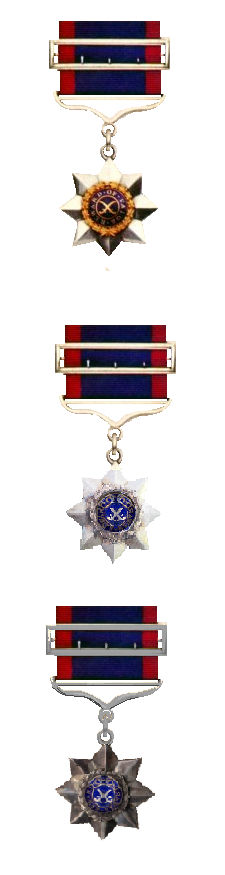
Insignien des Indian Order of Merit erster, zweiter und dritter Klasse

Der Indian Order of Merit war ein Verdienstorden der Britischen Ostindien-Kompanie und Britisch-Indiens im Britischen Weltreich, der 1837 geschaffen wurde und seit 1947 nicht mehr verliehen wird. Der Orden ist die älteste Auszeichnung für Tapferkeit im Britischen Weltreich und war bis 1911 die höchste Auszeichnung für einheimische Angehörige der britischen Kolonialarmeen in Indien.

## Geschichte
Der Orden wurde am 17. April 1837 auf Vorschlag des ehemaligen Generalgouverneurs und Oberbefehlshabers von Indien Lord William Cavendish-Bentinck vom Direktorium der Britischen Ostindien-Kompanie gestiftet. Die dazugehörige Ordensstatuten wurden am 1. Mai 1837 erlassen.
Parallel wurde 1837 der Order of British India geschaffen, der indischen Offizieren für lange Dienstzeit und allgemein gutes Verhalten verliehen wurde. Ziel des Indian Order of Merit war es im Gegensatz dazu, eine persönliche Belohnung für individuelle Tapferkeitstaten zu gewähren. Der Orden war ohne Unterscheidung von Dienstrang oder -grad allen Soldaten der britischen Kolonialarmeen in Indien, nämlich der Bengal Army, der Madras Army und der Bombay Army bzw. ab 1895 der aus diesen gegründeten British Indian Army, zugänglich. Verleihungsvoraussetzung war eine auffällige Tat individueller Tapferkeit, im Feld oder beim Angriff oder der Verteidigung eines befestigten Ortes. Die jeweilige Tapferkeitstat eines Kandidaten war einem Gremium aus den vorgesetzten Offiziere des Kandidaten mit Zeugen nachzuweisen. Auf Vorschlag dieses Gremiums erfolgte Entscheidung über die Verleihung durch den Generalgouverneur bzw. Vizekönig von Indien.
Nachdem nach dem Indischen Aufstand von 1857 mit dem Government of India Act 1858 Britisch-Indien in das Britische Weltreich integriert wurde, wurde auch der Orden ins britische Auszeichnungssystem aufgenommen.
Der Name des Ordens lautete ursprünglich nur „Order of Merit“ und wurde 1902 zu „Indian Order of Merit“ ergänzt, um Verwechslungen mit dem im Juli 1902 von König Eduard VII. geschaffenen britischen Order of Merit zu vermeiden.
Der Indian Order of Merit war zwischen 1837 und 1907, als die Indian Distinguished Service Medal eingeführt wurde, die einzige und bis 1911, als das Victoria-Kreuz für indische Soldaten zugänglich wurde, die höchste Tapferkeitsauszeichnung, die einheimischen Angehörigen der britisch-indischen Armee verliehen werden konnte.
Seit der Unabhängigkeit von Indien und Pakistan im Jahre 1947 ist der Orden nicht mehr verliehen worden, er existiert jedoch formell weiterhin. Inhaber des Ordens sind berechtigt, den Namenszusatz (Post-Nominal) „IOM“ zu führen. Bis heute stehen Inhaber des Ordens in der protokollarischen Rangordnung des Vereinigten Königreichs unmittelbar nach Knights und vor allen anderen Mitgliedern britischer Orden ohne Ritterwürde.

## Ordensgliederung
Der Orden war ursprünglich ein rein militärischer Orden und in drei Ordensklassen (erste, zweite und dritte Klasse) gegliedert. Ein Empfänger musste formell im Besitz der niedrigeren Klasse sein, bevor er eine höhere Klasse erhielt. Gleichwohl kam es manchmal vor, dass ein Ausgezeichneter, der mehr als eine Tapferkeitshandlung vollbracht hatte, sogleich die höhere Klasse erhielt. Die mit dem Orden Ausgezeichneten erhielten auf Lebenszeit Zulagen auf ihren Sold bzw. ihre Pension. Die Zulage betrug bei Ausgezeichneten der dritten Klasse ein Drittel, bei denen der zweiten Klasse zwei Drittel und bei denen der ersten Klasse die volle Höhe des ihrem Dienstrang entsprechenden Gehaltes. Zudem erhielt die etwaige Witwe eines Ausgezeichneten die Zulage für drei Jahre ab dessen Tod.
Als 1911 das Victoria-Kreuz für indische Soldaten zugänglich gemacht wurde, wurden die Ordensklassen durch Abschaffung der dritten Klasse auf zwei Klassen reduziert.
1944 wurden die Ordensklassen durch Abschaffung der zweiten Klasse auf eine Klassen reduziert. Stattdessen wurde eine Wiederholungsspange (Bar) zum Ordensabzeichen eingeführt, die für jede weitere Tapferkeitstat beliebig oft verliehen werden konnte.
1902 wurde neben der militärischen Abteilung des Ordens auch eine zivile Abteilung eingeführt, die wie die militärische Abteilung in drei Klassen gegliedert war. Diese Auszeichnung sollte für herausragende Tapferkeitsakte von Indern verliehen werden, die der öffentlichen Sicherheit dienten, unabhängig davon, ob sie im Dienst der Regierung standen oder nicht. 1939 wurde die zivile Abteilung auf eine Klasse reduziert. Die zivile Variante der Auszeichnung wurde nur sehr selten verliehen. Während die Auszeichnung der militärischen Abteilung mehrere tausend Mal verliehen wurde, erfolgte die Verleihung der zivilen Auszeichnung zwischen 1902 und 1939 nur 39 mal und alle zivilen Verleihungen erfolgten in der niedrigsten Klasse.

## Insignien
Das Ordenszeichen wird an einem dunkelblauen Ordensband, flankiert von zwei roten Streifen von jeweils etwa einem Sechstel der Breite, an der linken Brustseite getragen. Das Ordenszeichen ist ein achtzackiger Stern mit einem mittig abgesetzten mit einem Lorbeerkranz umgebenen, blau emaillierten Kreis in der Mitte mit gekreuzten Schwertern und den Worten „Reward of Valor“, die 1939 zu „Reward of Gallantry“ geändert wurden. Beim Ordenszeichen der Dritten Klasse sind der Stern mattsilbern und die Lorbeeren silbern, bei dem der Zweiten Klasse der Stern glänzend silbern und die Lorbeeren silbern und bei dem der Ersten Klasse der Stern und die Lorbeeren golden. Ab 1944 war der Stern versilbert und die Lorbeeren golden und am oberen Rand mit der Imperial Crown besetzt. Die Rückseite des Ordenszeichen war glatt und gelegentlich mit (inoffiziellen) eingravierten Inschriften versehen. Die 1944 eingeführten Wiederholungspangen wurden auf dem Ordensband hinzugefügt.